# مقاطعة تاتي (ميسيسيبي)
مقاطعة تاتي هي مقاطعة في مسيسيبي، بلغ عدد سكانها 28٬886  نسمة، في 2010، عاصمتها سيناتوبيا، تبلغ مساحتها 1٬064 كيلومتر مربع.

## الموقع
تشترك في الحدود مع:
- مقاطعة ديسوتو (ميسيسيبي)
- مقاطعة بانولا (ميسيسيبي).

## التقسيمات الإدارية
- سيناتوبيا.

## أعلام
- تشارلز كينغ
- دوريس بودون